# سد ذاکر۲
 سد ذاکر۲  یکی از سدهای در دست بهره برداری استان زنجان است.